# Різдвяні хроніки 2
«Різдвяні хроніки 2» (англ. The Christmas Chronicles 2) — американська різдвяна комедія 2020 року режисера Кріса Коламбуса. Є продовженням фільму «Різдвяні хроніки» 2018 року. Головну роль Санта Клауса вдруге зіграв Курт Рассел. До своїх ролей також повернулися Голді Гоун, Дарбі Кемп, Джуда Льюїс і Кімберлі Вільямс-Пейслі. До акторського складу долучилися Джуліан Деннісон, Джазір Бруно, Тайріз Гібсон, Санні Салджик, Дарлін Лав і Малкольм Макдавелл. Фільм випущено в обмежений прокат до початку трансляції на Netflix 25 листопада 2020 року.

## Сюжет
Після подій останнього фільму минуло два роки. Кейт Пірс (Дарбі Кемп) тепер цинічна 13-річна дівчина, яка незадоволена проводить сімейне Різдво в Канкуні, Мексика, зі своєю мамою Клер (Кімберлі Вільямс-Пейслі), її братом Тедді (Джуда Льюїсом), новим хлопцем своєї мами Бобом Букером (Тайріз Гібсон) та його сином Джеком (Джазір Бруно). Вона хоче повернутися додому, де йде сніг, і більше схоже на справжнє Різдво. Кейт вирішує втекти й поїхати раннім рейсом додому до Бостона. Вона ловить човник, до якого підкрадається Джек. Їх несподівано перевозить на Північний полюс водій Белснікель (Джуліан Деннісон), підлий різдвяний ельф.
Кейт і Джека виявляє і рятує Санта-Клаус (Курт Рассел) та місіс Клаус (Голді Гоун), який повертає їх у свій будинок. Клауси проводять дітям грандіозну екскурсію по їхньому селу та показують все, що воно може запропонувати. Вони вчетверо повертаються до дому на вечерю. Джек і Кейт лягають спати, а Белснікель і його послідовниця Спек (Дебі Деріберрі) починають спробу знищити село. Пані Клаус розповідає дітям історію Санта-Клауса в Туреччині та про те, як він врятував ельфів від вимирання та отримав Вифлеємську зірку, магічний артефакт, який зупиняє час і забезпечує енергією Село Санти. Клаус виховував з дитинства Белснікель. Коли ельф виріс, і на нього стало менше часу, він став неслухняним, через що його перетворили на людину, як прокляття, і втік.
Белснікель випускає Йоласвейнари на святки, в загін для оленів, травмуючи Дашера. Також злий ельф випускає в село зілля, яке змушує ельфів збожеволіти. Він краде Вифлеємську зірку на верхівці сільської ялинки. Санта та інші протистоять йому. Санта намагається повернути зірку, і в боротьбі між ним і «Белснікелем» вона випадково знищена, через що в селі відключається електроенергія. Оскаженілі ельфи розпочинають бій у сніжки, що дає Белснікелю час на втечу. Санта і Кейт їдуть до Туреччини, щоб змусити лісових ельфів на чолі з Хаканом створити нову зірку. Джек йде, щоб отримати корінь, щоб вилікувати божевільних ельфів, поки місіс Клаус залишається вдома, щоб доглядати за Дашером.
У кінці пригод Санта відвозить Кейт і Джека назад до Канкуна, де вони розповідають схвильованому Тедді про свою пригоду, і Кейт стає більш прийнятною до Боба. Наприкінці дня Кейт, її мама і Тедді, а також Боб і Джек співають пісню «О ялиночко».

## В ролях
| Актор                   | Роль                        |
| ----------------------- | --------------------------- |
| Курт Расселл            | Санта-Клаус                 |
| Голді Гоун              | місіс Клаус                 |
| Дарбі Кемп              | Кейт Пірс                   |
| Джуда Льюїс             | Тедді Пірс                  |
| Кімберлі Вільямс-Пейслі | Клер Пірс мати Тедді й Кеті |
| Джажир Бруно            | Джек Букер                  |
| Джуліан Деннісон        | Белцнікель                  |
| Тайріз Гібсон           | Боб Букер                   |
| Дарлен Лав              | Грейс                       |
| Санні Салджик           | Даг Пірс в молодості        |
| Малкольм Макдавелл      | Гакан                       |
| Патрік Галлахер         | охоронець                   |
| Ендрю Моргадо           | Гаґґ (озвучення)            |
| Дебі Дерріберрі         | Спек / Флек (озвучення)     |
| Джессіка Лоу            | Міна (озвучення)            |
| Майкл Юрчак             | Бйорн (озвучення)           |
| Кері Волґрен            | Джоджо (озвучення)          |

### Актори озвучування в оригіналі
- Малкольм Макдавелл у ролі Хакана, лідера лісових ельфів у Туреччині.
- Ендрю Моргадо в ролі Хагга
- Дебі Деріберрі в ролях Флека та Спека
- Джессіка Лоу в ролі Міни
- Майкл Юрчак у ролі Бьорна
- Карі Уолгрен у ролі Джоджо

## Виробництво

### Розвиток
14 травня 2020 року оголошено про початок постпродукції сиквелу під назвою «Різдвяні хроніки 2». Першим режисером фільму був Клей Кейтіс, який спочатку став виконавчим продюсером нового фільму, потім вибув і його замінив Кріс Коламбус, який продюсував першу частину. Актори Курт Рассел, Голді Гоун, Дарбі Кемп, Кімберлі Вільямс-Пейслі та Джуда Льюїс повернулися до своїх ролей з першого фільму, тоді як Джуліан Деннісон та Джазір Бруно зіграли лише у сиквелі

### Кастинг
Підтверджено, що актори Курт Рассел, Голді Гоун, Дарбі Кемп, Кімберлі Вільямс-Пейслі та Джуда Льюїс повторять свої ролі, а Джуліан Деннісон та Джазір Бруно отримали участь у продовженні. 

### Випуск
Фільм «Різдвяні хроніки 2» вийшов на платформі Netflix у цифровому форматі 25 листопада 2020 року. Фільм також показували в трьох містах (приблизно в 32 кінотеатрах Cinemark) за тиждень до його цифрового виходу. Це перший випадок, коли Netflix вперше дозволив показ одного зі своїх фільмів у мережевому кінотеатрі. Фільм став найпопулярнішим на сайті в його дебютні вихідні. Пізніше Netflix повідомив, що за перший місяць фільм подивився 61 мільйон сімей. 

## Критика
На агрегаторі відгуків Rotten Tomatoes фільм має рейтинг схвалення 66% на основі 58 відгуків із середнім балом 5,6/10. Консенсус критиків веб-сайту говорить:
|  | Попри відсутність частини магії оригіналу, Різдвяні хроніки 2 допромагають підтримати святковий настрій завдяки своїм чудово підібраним виконавцям».Оригінальний текст (англ.) While it's missing some of the magic of the original, The Christmas Chronicles 2 serves up a sweet second helping of holiday cheer that makes the most of its marvelously matched leads. |

На Metacritic фільм має середньозважену оцінку 51 зі 100, засновану на 12 рецензіях, що вказує на «змішані або середні відгуки».

## Зовнішні посилання
- Різдвяні хроніки 2 на сайті IMDb (англ.)